# FK Vitosja Bistritsa
FK Vitosja Bistritsa (Bulgaars: ФК Витоша Бистрица) is een Bulgaarse betaaldvoetbalclub uit de stad Bistritsa, opgericht in 1921.
In 2016 promoveerde de club naar de Bulgaarse tweede klasse. Een jaar later stootte de club zelfs door naar de hoogste klasse. In 2020 degradeerde de club. Op 28 september 2020 trok de club zich na zeven wedstrijden terug uit de competitie wegens financiële problemen. De club speelde enkel met jeugdelftallen verder. De club nam in 2021 weer deel in de derde klasse en kon een jaar later de promotie afdwingen, maar kon in 2022/23 het behoud niet verzekeren. 